# Plague Inc.
Plague Inc. este un joc video de simulare de strategie în timp real, dezvoltat și publicat de studioul independent de jocuri video Ndemic Creations, cu sediul în Regatul Unit. Jocul a fost inspirat de filmul Contagion din 2011 și jocul Adobe Flash Pandemic 2 din 2008. Jucătorul creează și evoluează un agent patogen pentru a anihila populația umană cu o pandemie mortală. Jocul utilizează un model epidemic cu un set complex și realist de variabile pentru a simula răspândirea și severitatea ciumei. Acesta a fost lansat pe 26 mai 2012 pentru iOS, 4 octombrie 2012 pentru Android și 13 mai 2015 pentru Windows Phone.
Versiunea pentru Steam (Microsoft Windows, macOS și Linux) și console se numește Plague Inc: Evolved și include ajustări și adăugiri la gameplay.
Potrivit Ndemic Creations, Plague Inc. a fost descărcat de peste 160 de milioane de ori până în mai 2021. Jocul a fost primit pozitiv de critici și a fost pe locul al doilea în premiile IGN Game of the Year 2012 pentru „Overall Best Strategy Game”. Plague Inc. continuă să aibă o comunitate activă și este actualizat în mod regulat.
În 2017, dezvoltatorul a lansat un joc de societate fizic bazat pe Plague Inc. intitulat Plague Inc., intitulat Plague Inc.: The Board Game. În decembrie 2018, studioul a lansat Rebel Inc., un joc de continuare cu o temă politică.
Jocul a înregistrat creșteri mari de utilizatori noi în mai multe țări după izbucniri semnificative de viruși, cum ar fi epidemia de Ebola din 2014-2016 și pandemia de COVID-19.

## Gameplay
Plague Inc. este un joc de strategie-simulare în care jucătorul controlează indirect o ciumă, care a infectat pacientul zero. Jucătorul poate alege între moduri de joc și agenți patogeni și poate finaliza obiectivul stabilit de modul de joc prin evoluția ciumei și adaptarea la diverse medii. Obiectivele includ, fără a se limita la acestea, infectarea și uciderea populației lumii cu un agent patogen, înrobirea populației lumii cu „viermele Neurax”, transformarea populației lumii în zombi cu „virusul Necroa”, stabilirea Planetei Maimuțelor cu „gripa simiană” sau coruperea umanității cu „ciuma umbrei”. Cu toate acestea, există o presiune temporală pentru a finaliza jocul înainte ca oamenii (adversarul) să dezvolte un leac pentru ciumă.
Dezvoltatorul a declarat că este „un pic ca filmul Epidemia: Pericol nevăzut, cu excepția faptului că te afli pe partea cealaltă”. Filmul Epidemia: Pericol nevăzut a fost o inspirație parțială pentru joc, potrivit dezvoltatorului. Dezvoltatorul a declarat că jocul a fost parțial inspirat de Pandemic 2, un joc Flash bazat pe browser lansat în 2008 de Dark Realm Studios.

### Plague Inc: Evolved
Remake-ul Plague Inc: Evolved pentru Steam și console are un gameplay similar cu originalul Plague Inc, dar include câteva caracteristici care nu sunt prezente în versiunea mobilă, cum ar fi multiplayer.

## Tipuri de boli
Jucătorul poate folosi mai multe tipuri diferite de agenți patogeni, fiecare având propriile avantaje și dezavantaje care influențează deciziile de evoluție. Inițial, jucătorul poate selecta doar bacterii. Există patru moduri de joc pentru fiecare tip de plagă. Acestea sunt Casual, Normal, Brutal și Mega Brutal; cu Mega Brutal fiind accesat făcând clic pe butonul galben biohazard sub pictograma Brutal. Agenții patogeni următori sunt deblocați prin câștigarea jocului cu cel anterior în modul Normal sau Brutal. Acestea includ virus, ciupercă, parazit, prion, nanovirus⁠(d) și armă biologică. Există, de asemenea, tipuri de ciumă speciale fictive, inclusiv viermele Neurax care controlează mintea, virusul Necroa (ciuma zombi), „Gripa simiană” din Planeta maimuțelor: Invazia, ciuma umbrei cu tema vampirilor și boala personalizabilă X din 1.18.6 „The Cure” În plus față de aceste tipuri de boli, există scenarii. Plague Inc vă oferă gratuit scenariile Fake News, Ultimate Boardgames, Science Denial, Mad Cow Disease și The Black Death. Cu toate acestea, toate celelalte scenarii costă 0,99 $ fiecare. De asemenea, puteți cumpăra un pachet de scenarii, care vă oferă toate scenariile pentru 2,99 $.

## Dezvoltare
Cel mai probabil, dezvoltarea a început în 2011, creatorul jocului, James Vaughan, lucrând la joc în serile și după-amiezele sale.
Jocul a fost lansat pe 26 mai 2012.
În iulie 2014, Ndemic Creations a colaborat cu 20th Century Fox pentru o actualizare tematică legată de filmul Planeta Maimuțelor: Revoluție. Jucătorii cultivă virusul „Gripa simiană” din film, care ucide oamenii și face maimuțele mai inteligente. Jucătorii răspândesc virusul pentru a eradica oamenii, ajutând în același timp maimuțele să supraviețuiască și să progreseze.
În 2017, dezvoltatorul a lansat un joc de societate fizic bazat pe Plague Inc. intitulat Plague Inc: The Board Game. Au fost strânși 355.000 de dolari pentru jocul de societate pe Kickstarter. Potrivit dezvoltatorului James Vaughan, „[el] a vrut cu adevărat provocarea de a face un joc fizic pentru a merge alături de jocul video - mai ales că jocurile de societate devin din ce în ce mai populare acum”.
Pe 6 decembrie 2018, Ndemic Creations a lansat Rebel Inc. un joc de urmărire cu o temă politică bazată pe „complexitățile și consecințele intervenției străine și ale contrainsurgenței.” În acesta, jucătorii trebuie să stabilizeze o țară postbelică, oprind în același timp insurgenții să preia puterea. Deși jocul a fost inițial disponibil numai pe iOS, un port pentru dispozitivele Android a fost lansat pe 11 februarie anul următor.
La 28 februarie 2019, studioul a anunțat că va adăuga în joc un scenariu despre controversa vaccinărilor, după ce o petiție Change.org⁠(d) în acest sens a obținut peste 10.000 de semnături. La 24 martie 2020, studioul a anunțat că va adăuga un „mod de vindecare” despre oprirea epidemiei de ciumă din cauza pandemiei de COVID-19.

## Recepție

### Recepție critică
Plague Inc. a primit recenzii „în general favorabile” conform agregatorului de recenzii Metacritic, cu un scor agregat de 80/100. Wired.com a citat Plague Inc. ca o poveste de succes notabilă a dezvoltatorului independent, deoarece „s-a opus sistemului rămânând aproape de vârful clasamentelor în numeroase țări pe toată durata existenței sale, obținând venituri de milioane în timp ce concura cu jucătorii mari”. A fost aplicația plătită nr. 1 atât pentru iPhone, cât și pentru iPad în SUA timp de două săptămâni după lansare. IGN a declarat că „Uciderea miliardelor nu a fost niciodată atât de distractivă”. TouchArcade⁠(d) a declarat că „Plague Inc. vă va capta atenția în toate modurile potrivite și o va menține acolo”. În decembrie 2012, Plague Inc. a fost unul dintre cele cinci jocuri nominalizate pentru cel mai bun joc de strategie în cadrul IGN's Game of the Year 2012, atât pentru mobil, cât și pentru toate platformele. De asemenea, a câștigat premiul „Players Choice” pentru cel mai bun joc de strategie pentru mobil din 2012. În general, Plague Inc. a fost al 15-lea cel mai descărcat joc plătit pentru iPhone din 2012 în SUA (și al 18-lea pe iPad). A fost, de asemenea, al 76-lea joc cu cele mai mari încasări din 2012. În martie 2013, jocul a continuat să câștige mai multe categorii ale Pocket Gamer⁠(d) Awards, inclusiv jocul general al anului. A fost al 5-lea cel mai descărcat joc plătit pentru iPhone în SUA în 2013.

### Vânzări
Potrivit Ndemic Creations, Plague Inc. a fost descărcat de peste 160 de milioane de ori, începând cu mai 2021. A rămas în fruntea clasamentelor din întreaga lume timp de cinci ani. În general, a fost al 15-lea cel mai descărcat joc plătit pentru iPhone din 2012 în Statele Unite și al 5-lea cel mai descărcat joc plătit pentru iPhone din 2013 în Statele Unite. În 2014, a fost al 3-lea cel mai bine vândut joc pentru iPhone în Statele Unite și prima cea mai vândută aplicație pentru iPhone în China. În 2015, a fost al 7-lea cel mai bine vândut joc pentru iPhone în Statele Unite. În 2016, a fost al 4-lea cel mai bine vândut joc pentru iPhone acolo.
Începând cu aprilie 2019, Plague Inc. The Board Game s-a vândut în peste 35 de mii de exemplare.
În urma pandemiei de COVID-19 din ianuarie 2020, Plague Inc. a devenit cea mai vândută aplicație pe piața chineză și a înregistrat o creștere a vânzărilor și a numărului de jucători simultani pe alte platforme. Interesul a fost considerat a fi din partea jucătorilor video chinezi care încearcă să găsească o modalitate de a face față temerilor generate de epidemie. Ndemic a reamintit jucătorilor că, deși Plague Inc. a fost dezvoltat pe baza înțelegerii științifice a răspândirii bolilor infecțioase, jocul nu a fost la egalitate cu niciun model științific, și a adăugat link-uri către site-ul Organizației Mondiale a Sănătății pe propriul site web ca răspuns la oamenii care au întrebat despre coronavirus. Până în februarie 2020, pe măsură ce pandemia s-a răspândit la nivel mondial, Plague, Inc. a reapărut și a devenit cea mai plătită aplicație din magazinul de aplicații iOS, devansând Minecraft. Ca răspuns la interesul nou crescut pentru joc, Ndemic a adăugat un mod, dezvoltat împreună cu OMS, despre combaterea răspândirii unei pandemii, bazat pe unele dintre tehnicile științifice și lecțiile învățate din răspândirea coronavirusului.
Pe 27 februarie 2020, guvernul chinez a forțat jocul să fie eliminat din App Store în China, Administrația Cyberspace din China citând „conținut ilegal” în joc, deși nu au furnizat nicio explicație suplimentară lui Ndemic. Plague, Inc. fusese actualizat cu o actualizare de conținut „Fake News”, pe care încă nu au autorizat-o pentru a fi lansată în China, ceea ce a fost considerat a fi motivul din spatele interdicției, având în vedere poziția Chinei privind mass-media care este derogatorie față de mass-media lor de stat.

### Dezvoltatorul jocului FlashPandemic
Dark Realm Studios s-a plâns inițial pe Twitter la recenzorul IGN Justin Davis despre lansarea Plague Inc., spunând că jocul a fost „doar o încercare de a încasa pe Pandemic 2.5” datorită asemănărilor în gameplay-ul dintre titluri. Revizorul a răspuns cu un articol în care apăra Plague Inc. și spunea că „nu se poate nega că are o asemănare strânsă cu Pandemic, dar nu se poate nega nici că îmbunătățește acea premisă de bază de răspândire a bolii.” Dezvoltatorul Plague Inc. James Vaughan a respins acuzația de cash-in.
În 2013, Dark Realm Studios a declarat că nu consideră Plague Inc. drept o clonă și că „consideră situația drept o oportunitate de învățare”.

### Aspectul Centrului pentru Prevenirea și Controlul Bolilor
În martie 2013, James Vaughan, dezvoltatorul Plague Inc., a fost invitat să vorbească despre Plague Inc. la Centrul pentru Prevenirea și Controlul Bolilor (CDC). El a vorbit despre modul în care a modelat răspândirea bolilor infecțioase în cadrul jocului, precum și despre modul în care jocuri precum Plague Inc. pot fi utilizate pentru a informa și educa publicul.
În urma discuției, CDC a declarat că este interesat de Plague Inc. deoarece „utilizează o rută netradițională pentru a sensibiliza publicul cu privire la epidemiologie, transmiterea bolilor și informații despre boli / pandemii. Jocul creează o lume captivantă care implică publicul în subiecte grave de sănătate publică.” Jocul în sine a fost actualizat cu situații mai realiste în urma întâlnirii CDC, Vaughan primind sfaturi științifice cu privire la agenții patogeni și transmitere. Jocul a devenit aplicația numărul unu în vânzări în China la începutul fazei epidemice a pandemiei de COVID-19 din Wuhan, China; compania a primit atât de multe întrebări încât, prin intermediul contului său de Twitter, și-a trimis utilizatorii la site-ul CDC pentru informații.

## Plague Inc. The Cure
Pe 11 noiembrie 2020, Ndemic Creations a adăugat un nou mod de joc la joc, numit „Plague Inc. The Cure”, în care jucătorii joacă împotriva bolii, încercând să o vindece. Lansat inițial doar pe versiunea mobilă, modul de joc a fost ulterior adus la Evolved pe PC printr-o actualizare de conținut descărcabil pe 28 ianuarie 2021. Ndemic a lansat DLC-ul gratuit spunând că „Plague Inc: The Cure va fi gratuit pentru toți jucătorii Plague Inc. până când COVID-19 este sub control.'” Jocul de la 28 octombrie 2022 nu mai este gratuit costând un preț de bază de 3,29 € sau $4.9.